# ニコライ・チェルヌイフ
ニコライ・ステパノヴィチ・チェルヌイフ（ロシア語: Никола́й Степа́нович Черны́х、Nikolay Stepanovich Chernykh、1931年10月6日-2004年5月26日）は、ソビエト連邦、ウクライナ、ロシアの天文学者である。妻は共同研究者であり、同じく天文学者のリュドミーラ・チェルヌイフである。姓は"チェルニク"とも表記する。
チェルヌイフは、ヴォロネジ州ウスマニに生まれた。太陽系内の小天体の運動を専攻し、1963年からウクライナのクリミア天体物理天文台で働いた。
チェルヌイフは2つの周期彗星スミルノワ・チェルヌイフ彗星とチェルヌイフ彗星を発見し、また、有名な（2867）シュテインスや（2207）アンテノールを含む537個の小惑星を発見した。
1979年にチェコのアントニーン・ムルコスが発見した小惑星(2325) チェルヌイフは、夫妻の功績から命名された。